# Tweelingstad
Tweelingstad is een wijk in Harderwijk-Zuid, in de Nederlandse provincie Gelderland. De wijk is gebouwd in de jaren zestig, als onderdeel van de grootschalige uitbreiding van de stad en gemeente Harderwijk in die tijd. Tweelingstad is gebouwd als 'tweeling' van de binnenstad van Harderwijk, in de zin dat Harderwijk na de bouw van Tweelingstad eigenlijk uit twee delen bestond, te weten het centrum en de nieuwe wijk Tweelingstad. Tussen de wijken waren uitgestrekte weilanden gelegen. De wijk Stadsdennen en omliggende wijken waren nog niet gebouwd.
Tweelingstad bestaat uit de buurten 'Wittenhagen' en 'Tinnegieter'. Centraal loopt de Deventerweg, die de wijk in de twee buurten verdeelt.

## Winkelcentrum
Er is in Tweelingstad een winkelcentrum, waar zo'n 30 winkels zijn gevestigd. Dit winkelcentrum op de hoek van de Nassaulaan en de Deventerweg is in 1965 gebouwd. Daarnaast is er aan De Wittenhagen nog een klein buurtcentrum met enkele winkels te vinden. De wijk kent twee basisscholen: De Delta en de Willem-Alexanderschool.

## Demografie
In 2009 telde de Tweelingstad 7.333 inwoners. Hiervan had 53,4% twee ouders die in Nederland waren geboren, en 43,8% had ten minste één ouder die in het buitenland geboren was. Ter vergelijking: in de hele gemeente Harderwijk was dat 53,8% en 46,2% respectievelijk.
Hieronder een overzicht van de etnische groepen in 2009:
| Bevolking naar geboorteland ouders      | Percentage | Aantal |
| --------------------------------------- | ---------- | ------ |
| Nederland                               | 28,2 %     | 2.485  |
| Turkije                                 | 26,5 %     | 2.075  |
| Marokko                                 | 24,4 %     | 1.763  |
| Somalië                                 | 9,4 %      | 1.763  |
| Overige niet-geïndustrialiseerde landen | 31,5 %     | 3.027  |